# Eurysternus harlequin
Eurysternus harlequin är en skalbaggsart som beskrevs av François Génier 2009. Eurysternus harlequin ingår i släktet Eurysternus och familjen bladhorningar. Inga underarter finns listade i Catalogue of Life.